# سقط جنین در افغانستان
سقط جنین در افغانستان غیرقانونی است، مگر در مواردی که جان مادر در خطر باشد یا جان نوزاد با خطر مواجه شود، که این معمولاً به معنای وجود ناتوانی‌های شدید یا کیفیت پایین زندگی برای نوزاد تفسیر می‌شود.
افغانستان یکی از بالاترین نرخ‌های باروری در جهان را دارد، اما این ارقام پس از سقوط طالبان در حال کاهش است، زیرا اکنون کارکنان امدادی می‌توانند وارد کشور شوند تا در مسائل باروری کمک کنند و نرخ مرگ‌ومیر را کاهش دهند.
به‌طور کلی، قانون‌گذاری در زمینه سقط جنین تحت تأثیر قانون اسلامی قرار دارد.

## نرخ زاد و ولد و باروری
افغانستان یکی از بالاترین نرخ‌های باروری در جهان را دارد، در حالی که تعداد کمی از زنان به‌طور فعال از روش‌های جلوگیری از بارداری استفاده می‌کنند، علی‌رغم حمایت دولت و تطابق با اخلاق دینی.
تنها ۲۲٫۵٪ از افراد از روش‌های جلوگیری از بارداری استفاده می‌کنند، در مقایسه با ایالات متحده که ۷۴٫۱٪ از افراد از پیشگیری استفاده می‌کنند.
در دههٔ ۱۹۹۰، متوسط تعداد فرزندانی که یک زن در افغانستان در طول زندگی خود داشت، ۸ فرزند بود، اما این عدد در میانه دهه ۲۰۰۰ به ۶٫۳ و تا پایان سال ۲۰۱۰ به ۵٫۱ کاهش یافت.
از زمان سقوط طالبان در سال ۲۰۰۱، سطح باروری در افغانستان کاهش یافت. کاهش حضور طالبان باعث شد که کارکنان امدادی بتوانند وارد کشور شوند و تأمین مالی آموزشی برای مدارس، برنامه‌ریزی خانواده، و دسترسی بیشتر به وسایل کنترل بارداری را فراهم کنند.
نرخ‌های باروری کنترل‌نشده، باعث سختی مدیریت سطح فقر و بهبود شرایط اجتماعی دیگر در افغانستان شده و وابستگی زیادی به کمک‌های کشورهای دیگر ایجاد کرده است. نرخ‌های باروری بالا باعث نرخ زاد و ولد بالا می‌شود، که به نرخ بالای مرگ‌ومیر جنین کمک می‌کند.
افغانستان دارای بالاترین نرخ مرگ‌ومیر جنین در جهان است، با ۱۱۰٫۶ مرگ به ازای هر ۱۰۰۰ تولد. متوسط سن مادران در اولین زایمان ۱۹٫۹ سال است. با افزایش دسترسی به آموزش در سراسر افغانستان پس از سقوط طالبان، نرخ مرگ‌ومیر جنین نیز در حال کاهش است. در مناطق روستایی این نرخ همچنان بالا باقی می‌ماند، اما کارکنان امدادی پس از آموزش در زمینه زایمان و مراقبت از نوزادان به بسیاری از مناطق کشور اعزام می‌شوند.

## قوانین جاری
قوانین افغانستان به شدت بر دیدگاه‌های اسلامی درباره سقط جنین استوار است. ماده ۳ از فصل ۱ قانون اساسی بیان می‌کند که هیچ قانونی در افغانستان نباید با اسلام تناقض داشته باشد.
کمیسیون مستقل حقوق بشر افغانستان برای محافظت از حقوق بشر و به‌عنوان پاسخی به قانون احوال شخصیه شیعه، که ناقض حقوق بشر تلقی می‌شود، ایجاد شد.
تأثیر شدید باورهای مذهبی بر قوانین منجر به وضع قوانین سخت‌گیرانه در مورد سقط جنین شده است. فصل چهارم قانون مجازات افغانستان پیامدهای انجام سقط جنین را توضیح می‌دهد. این قانون بیان می‌کند که سقط جنین غیرقانونی است مگر زمانی که جان مادر در خطر باشد یا جان نوزاد با خطر مواجه شود، که این معمولاً به معنای ناتوانی شدید یا کیفیت پایین زندگی برای نوزاد تفسیر می‌شود.
ماده ۴۰۲ می‌گوید هر کسی که به‌عمد جنینی را بکشد، به حداکثر هفت سال زندان محکوم می‌شود. ماده ۴۰۳ بیان می‌کند هر کسی که سقط جنین را انجام دهد، یا به زندان می‌افتد یا تا حدود ۱۲٬۰۰۰ افغانی (معادل ۱۶۵ دلار آمریکا) جریمه می‌شود. اگر شخصی که این عمل را انجام می‌دهد پزشک باشد، به شدیدترین حد ممکن طبق قانون مجازات خواهد شد.

## دسترسی به سقط جنین
موارد قانونی برای دریافت مراقبت‌های سقط جنین در افغانستان بسیار محدود است. تنها در مواقعی که بارداری جان مادر را تهدید کند یا اگر نوزاد قرار است با نقص‌های شدید یا ناتوانی‌های جدی متولد شود، زنان حق انجام سقط جنین دارند.
اجرای سقط جنین نیازمند تأیید کمیته‌های اخلاق مذهبی است که باید در مورد جنبه‌های اخلاقی و قانونی آن تصمیم بگیرند.
پس از دریافت تاییدیه اخلاقی، زن باید نظر مثبت متخصص زنان، سه پزشک عمومی، یک مشاور و اجازه پزشک را جلب کند.
در برخی موارد خاص، فقر نیز یکی از عواملی است که گاهی موجب تأیید سقط جنین می‌شود، به ویژه در مناطقی که طالبان هنوز قدرت دارد. در این مناطق، سقط جنین‌های مبتنی بر فقر بیشتر مورد قبول واقع می‌شود، زیرا خانواده‌ها معمولاً تعداد زیادی فرزند دارند.